# Laurenz Rex
Laurenz Rex (Marburgo, 15 dicembre 1999) è un ciclista su strada belga che corre per il team Intermarché-Wanty; è professionista dal 2021.

## Palmarès
- 2023 (Circus-ReUz-Technord, una vittoria)

Dorpenomloop Rucphen
- 2024 (Intermarché-Wanty, una vittoria)

Le Samyn

### Altri successi
- 2020 (Wallonie-Bruxelles Development Team)

Grote Prijs Jules Van Hevel
- 2022 (Bingoal Pauwels Sauces WB)

Criterium du Brabant Wallon

## Piazzamenti

### Grandi giri
- Giro d'Italia

2023: 87º
- Tour de France

2024: 118º
2025: 141º

### Classiche monumento
- Milano-Sanremo

2025: 162°
- Giro delle Fiandre

2023: 49°
2024: 21°
2025: 26º
- Parigi-Roubaix

2021: 21º
2023: 9º
2024: ritirato
2025: 10º

### Competizioni europee
- Campionati europei

Limburgo 2024 - In linea Elite: ritirato